# امیکرون گاو
امیکرون گاو یک ستاره است که در صورت فلکی ثور قرار دارد.